# Нестор Попов
Нестор Попов е български революционер, деец на Вътрешната македоно-одринска революционна организация.

## Биография
Нестор Попов е роден в 1879 година в дебърското мияшко село Гари, което тогава е в Османската империя. Работи като директор на българските училища в родното му Гари и в мияшката паланка Галичник. Присъединява се към ВМОРО и е част от Галичкото революционно началство на организацията. При избухването на Балканската война като директор на галичкото училище е арестуван заедно с всички по-видни българи в Дебърско.
Умира в София в 1936 година.